# Décès en 1020
Décès
- 1016
- 1017
- 1018
- 1019
- 1020
- 1021
- 1022
- 1023
- 1024

Cette page dresse une liste de personnalités mortes au cours de l'année 1020 :
- 12 juin : Lyfing, évêque de Wells puis archevêque de Cantorbéry.
- 26 juillet : Dōmyō, moine bouddhiste et poète japonais.
- 14 octobre : Einar Sigurdsson, comte des Orcades.

- Abhinavagupta, maître du shivaïsme du Cachemire.
- Bouchard le Barbu, fondateur de la maison des Montmorency.
- Ælfric d'Eynsham, écrivain anglais d’expression latine (né en 955, mort vers 1020). Il traduit la Genèse en vieil anglais et rédige des sermons et des vies de saints[1].
- Manuel Erotikos Comnène, général byzantin ayant servi sous le règne de l'empereur Basile II.
- Ferdowsî, poète persan.
- Findláech MacRory, mormaer (chef de clan) de Moray en Écosse.
- Firdawsi (Firdûsî), poète persan (date approchée, ° vers 940 à côté de Tus en Iran).
- Fan Kuan, moine et peintre chinois, théoricien du paysage (date supposée)[2].
- Gagik Ier d'Arménie, roi d'Arménie.
- Bernard Taillefer, ou Bernard Ier de Besalú, comte de Besalú (988-1020) et de Ripolli.

## Crédit d'auteurs
- Cet article est partiellement ou en totalité issu de l'article intitulé « 1020 » (voir la liste des auteurs).